# Rozveh
Rozveh (persiska: رزوه) är en ort i Iran.   Den ligger i provinsen Esfahan, i den centrala delen av landet, 300 km söder om huvudstaden Teheran. Rozveh ligger 2 215 meter över havet och antalet invånare är 4 916.
Terrängen runt Rozveh är varierad. Runt Rozveh är det ganska glesbefolkat, med 48 invånare per kvadratkilometer. Närmaste större samhälle är Chādegān, 9,4 km sydost om Rozveh. Trakten runt Rozveh består i huvudsak av gräsmarker.